# Карельських Євген Костянтинович
Євген Костянтинович Карельських (нар. 4 листопада 1946, Москва, РРФСР, СРСР) — радянський і російський актор театру і кіно. Заслужений артист РРФСР (1978). Народний артист РРФСР (1991).

## Біографія
Закінчив Театральне училище ім. Б. Щукіна (1968). З 1967 р. — актор Московського академічного театру імені Маяковського, а з 1970 р. — Театру ім. Є. Вахтангова.
Знімається в кіно з 1967 р. Першу популярність принесла головна роль десятикласника Олександра Тихомирова у фільмі Р. Вікторова «Переступи поріг» (1970). Зіграв більше п'ятдесяти кіноролей, в тому числі у фільмах: «Віра, Надія, Любов» (1972), «Я служу на кордоні» (1973), «Обеліск» (1976), «Особиста думка» (1977), «Баламут» (1978, доцент Серебряков), «Через терни до зірок» (1980) та ін.
Грав в українських стрічках: «Сніг у липні» (1984, т/ф, 2 с, Ромашов), «Розмах крил» (1986, Селезньов), «Випробувачі» (1987, реж. О. Бійма).

## Фільмографія
- 1967 — Зірки і солдати — поручик-каппелевец
- 1968 — Ще раз про любов — ведучий програми в ресторані
- 1969 — День і все життя — батько Альоші
- 1969 — Християни (фільм-спектакль) — підсудний
- 1970 — У Москві проїздом… — Володя, моряк
- 1970 — Переступи поріг — Алік (Олександр) Тихомиров
- 1970 — Сім'я як сім'я (фільм-спектакль) — Борис Коробов, студент-медик
- 1971 — Нюркине життя — Степан
- 1972 — Віра, Надія, Любов — жених Віри-молодшої
- 1972 — Слідство ведуть ЗнаТоКі — Гнат Нікішин
- 1973 — Іркутська історія (фільм-спектакль) — Родіон
- 1973 — Лист з юності — Льоха Сухаревський, водолаз
- 1973 — Я служу на кордоні — Олексій Михайлович Бородін, замполіт
- 1973—1983 — Вічний поклик — Валя Губарєв
- 1974 — У вісімнадцять хлоп'ячих років (фільм-спектакль) — Тимур Фрунзе
- 1974 — Зворотній зв'язок (фільм-спектакль)
- 1975 — Насмішкувате моє щастя (фільм-спектакль) — Олексій Максимович Пєшков
- 1976 — Мартін Іден (фільм-спектакль) — Джо
- 1976 — Ми — чоловіки (фільм-спектакль) — син
- 1976 — Обеліск — Алесь Іванович Мороз — учитель
- 1976 — Вогняне дитинство — читець віршів
- 1976 — Час обрав нас — Андрій
- 1977 — Власна думка — Павло Сергійович Прокопенко, начальник підготовчого цеху
- 1977 — Людина з рушницею (фільм-спектакль) — епізод
- 1977 — Чорна береза — Андрій Хмара
- 1978 — Баламут — Дмитро Олексійович Серебряков, доцент
- 1978 — Літо в Ноані (фільм-спектакль) — Фредерік Шопен
- 1979 — Господа Глембаі (фільм-спектакль) — Пуба Глембай, доктор права
- 1979 — Ідіот (фільм-спектакль) — князь Мишкін
- 1979 — Кіт у чоботях (фільм-спектакль) — лицар Йорк
- 1980 — Антоній і Клеопатра (фільм-спектакль) — Діомед
- 1980 — Гість (короткометражний) — Женя
- 1980 — Цей фантастичний світ. Випуск 3 (фільм-спектакль)
- 1980 — У матросів немає питань — очікує номер
- 1980 — Крізь терни до зірок — командир зорельота «Пушкін» Дьомін
- 1982 — Річард III (фільм-спектакль) — Кларенс
- 1983 — Попереду океан — Зернов Віталій Іванович
- 1983 — Карантин — самотній друг
- 1983 — Я тебе ніколи не забуду — Федір Бочкарьов
- 1984 — Манька (кіноальманах)
- 1984 — Сніг у липні — Ромашов
- 1986 — Розмах крил — Семен Миколайович Селезньов, командир екіпажу
- 1987 — Випробувачі — Ігор Євгенович Шматов
- 1987 — Коріння — Серж
- 1987 — Тринадцятий голова (фільм-спектакль) — Улін
- 1988 — Таємниця золотого брегета — Мещерський, начальник контррозвідки
- 1990 — Спритник і хіпі — «Спритник» Ловкачёв Олександр
- 1992 — Генерал — маршал Рокоссовський
- 1992 — Танцюючі примари — батько Юлі
- 1992—1997 — Дрібниці життя — Микола Петрович Рокотов
- 1994 — Березневі іди (фільм-спектакль) — Брут
- 1998 — Суддя в пастці — суддя Уорті
- 2002 — Лінія захисту — Сергій Олександрович Голодов, суддя
- 2002 — Маска і душа
- 2003 — Рецепт чаклунки — епізод
- 2005 — Херувим — Петро Аркадійович, головлікар
- 2011 — БАгІ — Юрій Андрійович Мотильов
- 2011 — Пристань (фільм-спектакль) — Альфред Ілл
- 2013 — Пікова дама (фільм-спектакль) — «Сен-Жермен», Чекалінський
- 2016 — Про війну: медсестра (короткометражний)